# Аконий Катуллин Филомафий
Аконий Катуллин Филомафий (лат. Aconius Catullinus Philomathius) — государственный деятель Римской империи середины IV века, консул 349 года.

## Биография
Отцом Филомафия был Аконий Катуллин, проконсула Африки в 317—318 годах.
Известны многие занимаемые им должности: он был консулом-суффектом (год неизвестен), президом Галлии (до 338 года), викарием Африки (338—339 годы), префектом претория Италии, Африки и Иллирика (341), префектом Рима (6 июля 342 года — 11 апреля 344 года). В 349 году ему было дано ординарное консульство, вместе с Ульпием Лимением.
Катуллин был язычником: известно, что он был инициатором закона (Кодекс Феодосия, XVI. 10. 3), защищающего языческие храмы, также найдена его надпись с посвящением Юпитеру Наилучшему Величайшему.
Его дочерью была Фабия Акония Паулина, вышедшая замуж за Веттия Агория Претекстата.